# Canyons orkester
Canyons orkester är ett dansband startades 1973, av Thorsten Johansson ifrån Alvesta, Sverige.
De började spela 1974 och höll på fram till 1981. Canyons var under denna period ett väldigt framgångsrikt band med många framgångsrika låtar och musiker.
De spelade in låten "Jag har väntat på dig" (En svensk version av Abba:s I've Been Waiting for You) och hamnade på svensktoppen 1975 .
Det var två bandmedlemmar som var med hela vägen och detta var Kerstin Dahlberg och Hans Eng.
1981 avled Hans Eng och bandet lades då ner. 

## Medlemmar

### 1974
Kerstin Dahlberg
Renée Henriksson 
Monica Nilsson
Thorsten Johansson
Ingemar Klüft 
Gabriel Campagnoli 
Hans Magnusson

### 1975
- Kerstin Dahlberg
- Renée Henriksson
- Thorsten Johansson
- Ingemar Klüft
- Stefan Carlsson
- Gabrielle Campagnole
- Hans Eng

### 1985
- Thomas Andersson
- Mats Nilsson
- Ola Lundgren
- Ronny Olsson
- Bengt Lindeqvist

### 1986-87
- Thomas Andersson
- Mats Nilsson
- Ola Lundgren
- Mikael Wiik
- Tommy Karlsson

### 1988-91
- Thomas Andersson
- Mats Nilsson (slutade 1990)
- Ola Lundgren
- Tommy Karlsson
- Dan Andersson
- Marike Johnsson (började 1989)

### 2011
- Thomas Andersson
- Mats Gustavsson
- Lena Lantz
- Patrik Nordström
- Joel Andreasson

## Diskografi
Skivor som släppts:
- 1977: Canyons Försent
- 1978: Canyons Mina Ögon
- 1986: Canyons Orkester "Röda Lilla Stugan"
- 1987: Canyons Orkester på begäran 87
- 1988: Canyons Orkester på begäran 88
- 2011: Canyons och Lena Lantz: Tillsammans

Fler skivor har spelats in men inte släppts. 
Många av dessa inspelningar finns med på samlings-skivor från Marianne Records.